# Ole Thomasen
Ole Thomasen (født 9. februar 1934 i Randers) er en fhv. dansk nationalbankdirektør.
Han er søn af overlæge Frederik Thomasen, blev student fra Randers Statsskole 1953 og cand.oecon. fra Aarhus Universitet 1961. Han blev sekretær i Handelsministeriet 1961-63, var fuldmægtig i Danske Bankers Fællesrepræsentation 1963-65, kontorchef 1965-68, underdirektør i Amagerbanken A/S 1969, vicedirektør (medl. af direktionen) fra 1972 og var medlem af bestyrelsen for Pengeinstitutternes Betalingsformidlingscenter.
1. januar 1980 blev han hentet til Danmarks Nationalbank, hvor han var direktør indtil marts 1996. I 1989 blev han Ridder af 1. grad af Dannebrogordenen.